# Kaiserpokal 1930
Der Kaiserpokal 1930 war die zehnte Austragung des Kaiserpokals, des höchsten japanischen Fußballpokalwettbewerbs. Sieger des Wettbewerbs waren die Kwangaku Club.

## Ergebnisse

### Halbfinale
|               | Ergebnis |                  |
| ------------- | -------- | ---------------- |
| Keiō BRB      | 6:3      | Nagoya Shukyudan |
| Kwangaku Club | 8:5      | Ryoyo Club       |

### Finale
|          | Ergebnis |               |
| -------- | -------- | ------------- |
| Keiō BRB | 0:3      | Kwangaku Club |